# ГАЕС Steenbras
ГАЕС Steenbras — гідроакумулююча електростанція в Південно-Африканській Республіці, яка використовує споруди системи водопостачання міста Кейптаун. Перша ГАЕС в історії країни.

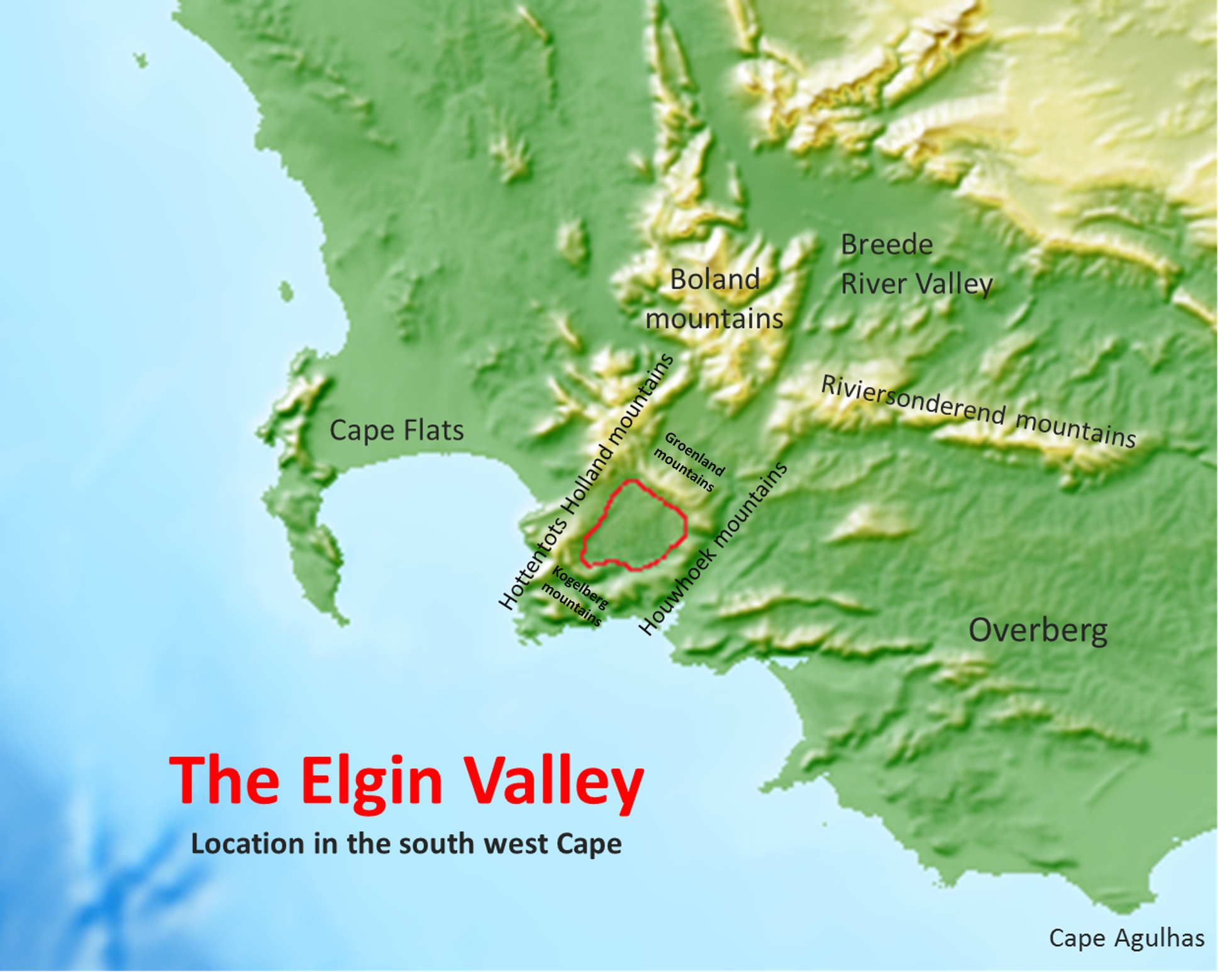
Район розташування ГАЕС Steenbras. Хребет Hottentots Holland знаходиться між долиною Елгін (виділено червоним) на сході та бухтою False Bay на заході

На початку 1920-х в межах проекту забезпечення Кейптауна водою звели греблю Steenbras, яка перекрила долину невеликого потоку, що стікає з хребта Hottentots Holland у східну частину бухти False Bay. В наступні десятиліття ця споруда двічі нарощувалась, а до утримуваного нею водосховища виводили нові водопроводи для подачі необхідного зростаючому місту ресурсу. В 1970-х вирішили значно підсилити схему, створивши вище по долині ще одну греблю (Steenbras Upper), сховище якої дозволяло збільшити запас води вдвічі.
Нова гребля була виконана як земляна споруда висотою 37 та довжиною 940 метрів, котра утримує водойму площею поверхні 2,75 км2 та об'ємом 32,5 млн м3. Останню вирішили також використати як верхній резервуар гідроакумулюючої схеми, нижній резервуар якої штучно створили дещо північніше, біля підніжжя хребта Hottentots Holland. Різниця у висоті між ними забезпечує роботу з напором у 275 метрів.
Станцію обладнали чотирма оборотними турбінами типу Френсіс потужністю по 45 МВт, розміщеними біля нижнього резервуару попарно у двох шахтах глибиною по 40 метрів.
Для переходу від насосного до генераторного режиму гідроагрегатам достатньо менш ніж 2,5 хвилини, що дозволяє за цей період додатково забезпечити подачу іншим споживачам 360 МВт (половина вивільняється від виходу з насосного режиму).
Для попередження гідроудару у складі комплексу передбачена балансувальна камера висотою 34 метри, котрої достатньо для поглинання протягом 100 секунд води, що подається на повній потужності під час її закачування у верхній резервуар.
Також можна відзначити, що для водопостачання Кейптауну до верхнього резервуару ГАЕС Steenbras перекидається вода із верхнього резервуару ГАЕС Palmiet, куди вона закачується із річки Palmiet, котра тече уздовж східної сторони хребта Hottentots Holland.